# سريلانكا في دورة الألعاب الآسيوية 1974
شَارَكَت سريلانكا في دورة الألعاب الآسيوية 1974 التي عُقِدَتْ في طهران في إيران من 1 إلى 16 سبتمبر 1974. فاز الرياضيون السريلانكانيون بميداليتين كلاهُما ذهبيتين واحتلوا المَركَز الثاني عشر في جدول الميداليات.